# Криворізька міська рада
47°54′22″ пн. ш. 33°23′39″ сх. д. / 47.90611° пн. ш. 33.39417° сх. д.
Криворі́зька міська́ ра́да — адміністративно-територіальна одиниця та орган місцевого самоврядування у Дніпропетровській області. Адміністративний центр — Кривий Ріг.

## Загальні відомості
- Територія ради: 431 км²
- Населення ради: 647 142 особи (станом на 1 серпня 2015 року)[1]
- Територією протікають річки Саксагань, Інгулець.

## Адміністративній устрій
Міській раді підпорядковані:
- м. Кривий Ріг
  - Довгинцівський район
  - Інгулецький район
  - Металургійний район
  - Покровський район
  - Саксаганський район
  - Тернівський район (територія району включає також селища Гірницьке, Коломійцеве та села Новоіванівка і Тернуватий Кут)[2]
  - Центрально-Міський район (територія району включає також селище Авангард)[2]

## Історія
1935 року за рахунок частини приміської смуги Криворізької міськради утворено Широківський район.
В січні 1936 р. розформовано Покровську сільраду Криворізької міськради.
2 лютого 1939 розширено межі м. Кривий Ріг за рахунок включення у міську смугу всіх нп рудницьких селищних рад: ім. Артема, ім. Карла Лібкнехта, ім. Фрунзе, ім. Кагановича, Октябрьської, Красногвардійської і Ленінської, а також Весело-Тернівської сільради (у т.ч. Веселі Терни), 
за винятком сіл — Ново-Петриково, Петриково, с-щ Калініна, Гомельське, Ново-Українки і радгоспу «Красный забойщик», в складі яких утворено Петриківську сільраду з центром у с. Ново-Петриково. Весело-Тернівську сільраду (міськради Кривий Ріг) ліквідовано.
19 лютого з Криворізької міськради утворено Криворізький район.
25 квітня 1939 у м. Кривий Ріг утворено Дзержинську (Дзержинський район (Кривий Ріг)) і Жовтневу (Жовтневий район (Кривий Ріг)) міські районні ради.
22 червня 1939 р. утворена Центрально-Міська райрада (Центрально-Міський район (Кривий Ріг)).
31 серпня 1953 р. с. Іванівка, Ново-Григорівка і Новий Кривий Ріг Новокриворізької сільради Криворізького району включені в смугу м. Кривий Ріг.
У листопаді 1959 року ліквідовано Криворізький район.
1965 року район відновлено.
1997 року були ліквідовані Залізнична, Мирівська, Рахманівська селищні ради, включені в смугу міськради м. Кривий Ріг (і зняті з обліку) населені пункти: смт Залізничне, Калініне, Суворове, Рахманівка і Мирівське, с. Незалежне, с-ща Рудничне та Травневе.

2002 року включено в межі міста Кривий Ріг м. Інгулець та смт Зелене.

2009 р. знято з обліку, включено в смугу м. Кривий Ріг с-ще Степне.

## Склад ради
Міська рада VIII скликання складається з 54 депутатів та голови ради (міського голови), які обираються на п'ять років. Нинішня рада — восьма у міській історії, була обрана на чергових місцевих виборах у 2020 році. На своїх зборах рада вирішує загальноміські питання і приймає бюджет міста.

### Міські голови
| ПІБ | ПІБ                          | Фото | Роки           | Роки           | Обраний                 | Партія                                |
| --- | ---------------------------- | ---- | -------------- | -------------- | ----------------------- | ------------------------------------- |
|     | Аркадій Уманський            |      | 1917           | 1917           | Криворізька рада        | Меншовики                             |
|     | Павло Ричмедило              |      | 1917           | 1917           | Криворізька рада        | УСДРП                                 |
|     | Іван Алещенко                |      | 1917           | 1917           | Криворізька рада        | РСДРП(б)                              |
|     | Петро Геруцький              |      | 1917           | 1918           | Криворізька рада        | РСДРП(б)                              |
|     | С. Т. Скляр                  |      | 1918           | 1920           | Криворізька рада        | РСДРП(б)                              |
|     | Некрасов                     |      | 1920           | 1921           | Криворізька міська рада | КПРС                                  |
|     | Андрій Новиков               |      | 1921           | 1922           | Криворізька міська рада | КПРС                                  |
|     | Олександр Руттер             |      | 1922           | 1923           | Криворізька міська рада | КПРС                                  |
|     | Арсентьев                    |      | 1923           | 1925           | Криворізька міська рада | КПРС                                  |
|     | Раюшкін                      |      | 1925           | 1928           | Криворізька міська рада | КПРС                                  |
|     | Клавдія Михно                |      | 1928           | 1928           | Криворізька міська рада | КПРС                                  |
|     | Олексієнко                   |      | 1928           | 1928           | Криворізька міська рада | КПРС                                  |
|     | Глушко                       |      | 1928           | 1931           | Криворізька міська рада | КПРС                                  |
|     | Юзеф Штейнбергський          |      | 1932           | 1933           | Криворізька міська рада | КПРС                                  |
|     | Василь Кисельов              |      | 1933           | 1934           | Криворізька міська рада | КПРС                                  |
|     | Павло Васильович Чебукін     |      | 1934           | 1937           | Криворізька міська рада | КПРС                                  |
|     | Микола Сташков               |      | 1937           | 1937           | Криворізька міська рада | КПРС                                  |
|     | Василь Ковальчук             |      | 1937           | 1939           | Криворізька міська рада | КПРС                                  |
|     | Леонід Федоров               |      | 1939           | 1941           | Криворізька міська рада | КПРС                                  |
|     |                              |      | 1941           | 1944           | Німецька адміністрація  |                                       |
|     | Леонід Федоров               |      | 1944           | 1946           | Криворізька міська рада | КПРС                                  |
|     | Петро Бурлаков               |      | 1946           | 1948           | Криворізька міська рада | КПРС                                  |
|     | Іван Кудрявцев               |      | 1948           | 1949           | Криворізька міська рада | КПРС                                  |
|     | Федір Калиниченко            |      | 1949           | 1957           | Криворізька міська рада | КПРС                                  |
|     | Олександр Москаленко         |      | 1957           | 1959           | Криворізька міська рада | КПРС                                  |
|     | Микола Перчин                |      | 1959           | 1969           | Криворізька міська рада | КПРС                                  |
|     | Юрій Бабич                   |      | 1969           | 1979           | Криворізька міська рада | КПРС                                  |
|     | Григорій Гутовський          |      | 1979           | 1992           | Криворізька міська рада | КПРС                                  |
|     | Юрій Любоненко               |      | 1992           | 2010           | Криворізька міська рада | Партія регіонів                       |
|     | Юрій Вілкул                  |      | 2010           | 2020           | Криворізька міська рада | Партія регіонів Опозиційний блок      |
|     | Костянтин Павлов             |      | 2020           | 2021           | Криворізька міська рада | ОПЗЖ                                  |
|     | Олександр Катриченко (в. о.) |      | 16 серпня 2021 | 25 серпня 2021 | Криворізька міська рада | безпартійний                          |
|     | Юрій Вілкул (в. о.)          |      | 25 серпня 2021 | Дотепер        | Криворізька міська рада | Блок Вілкула «Українська перспектива» |

### VIII скликання

#### Депутати
За результатами місцевих виборів 2020 року депутатами ради стали:

##### За суб'єктами висування

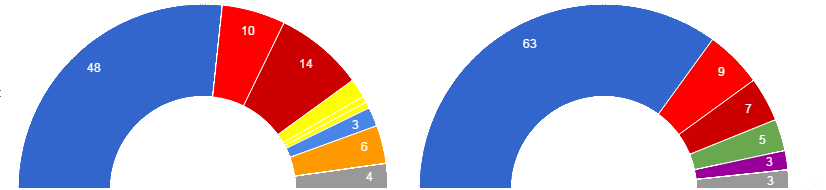
Фракції Криворізького Міської Ради, 2006 і 2010
Партія Регіонів
КПУ Батьківщина
Громада Народна Партія
НУНС
Фронт Змін
Сильна Україна
Безпартійний

| Суб'єкт висування                                        | Кількість обраних депутатів | %     |
| -------------------------------------------------------- | --------------------------- | ----- |
| Політична партія «Блок Вілкула „Українська перспектива“» | 19                          | 35.19 |
| Політична партія «Слуга народу»                          | 16                          | 29.63 |
| ОПЗЖ                                                     | 9                           | 16.67 |
| Політична партія «Сила людей»                            | 5                           | 9.26  |
| Політична партія «Європейська солідарність»              | 5                           | 9.26  |

### VII скликання

#### Депутати
Міська рада VII скликання складається з 64 депутатів та голови ради (міського голови), які обираються на п'ять років. Вона — сьома у міській історії, була обрана в 2015 році.
За результатами місцевих виборів 2015 року депутатами ради стали:

##### За суб'єктами висування
| Суб'єкт висування                                          | Кількість обраних депутатів | %     |
| ---------------------------------------------------------- | --------------------------- | ----- |
| Політична партія «Опозиційний блок»                        | 29                          | 45.31 |
| Політична партія «Об'єднання „Самопоміч“»                  | 7                           | 10.94 |
| Політична партія «Українське Об'єднання патріотів — УКРОП» | 7                           | 10.94 |
| Партія Блок Петра Порошенка «Солідарність»                 | 6                           | 9.38  |
| Політична партія Всеукраїнське об'єднання «Батьківщина»    | 6                           | 9.38  |
| Радикальна партія Олега Ляшка                              | 5                           | 7.81  |
| Політична партія «Сила людей»                              | 4                           | 6.25  |

##### За округами
| № округу                                                   | Прізвище, ім'я, по батькові        | Дата нар.  | Освіта              | Партійна приналежність | Відомості |
| ---------------------------------------------------------- | ---------------------------------- | ---------- | ------------------- | ---------------------- | --- |
| Політична Партія «Опозиційний блок»                        |                                    |            |                     |                        | |
| пк                                                         | Вілкул Юрій Григорович             | 14.11.1949 | вища                | безпартійний           | Криворізька міська рада, криворізький міський голова |
| 30                                                         | Абрамова Валентина Володимирівна   | 13.06.1952 | вища                | «Опозиційний блок»     | Публічне акціонерне товариство «Південний гірничо-збагачувальний комбінат», начальник ремонтно-будівельного цеху                                                                             |
| 32                                                         | Логачов Анатолій Іванович          | 24.11.1956 | вища                | «Опозиційний блок»     | Первинна організація профспілки металургів і гірників України публічне акціонерне товариство «Інгулецький гірничо-збагачувальний комбінат», голова профкому                                  |
| 31                                                         | Гай Володимир Степанович           | 20.08.1958 | вища                | «Опозиційний блок»     | Публічне акціонерне товариство «Південний гірничо-збагачувальний комбінат», технічний директор                                                                                               |
| 33                                                         | Пономарьов Олег Валерійович        | 24.05.1975 | вища                | безпартійний           | Публічне акціонерне товариство «Інгулецький гірничо-збагачувальний комбінат», директор з безпеки                                                                                             |
| 5                                                          | Ляденко Олег Васильович            | 22.09.1973 | вища                | безпартійний           | Приватне підприємство «Сігма», генеральний директор |
| 49                                                         | Богатирьов Андрій Валерійович      | 09.04.1976 | вища                | «Опозиційний блок»     | ТОВ «ПІВНІЧАВТО», директор |
| 48                                                         | Присяжнюк Віктор Юрійович          | 10.07.1981 | вища                | «Опозиційний блок»     | ТОВ «А-квадрат»; ТОВ «Бкф Нове Місто», директор |
| 17                                                         | Пожарська Зоя Василівна            | 13.03.1957 | вища                | «Опозиційний блок»     | ПАТ «ЦГЗК» ТОВ «МЕТІНВЕСТ ХОЛДІНГ», менеджер з регіонального розвитку |
| 55                                                         | Ткаченко Григорій Іванович         | 17.11.1952 | вища                | «Опозиційний блок»     | ПАТ «Криворіжелектро-монтаж», генеральний директор |
| 34                                                         | Станков Павло Олександрович        | 25.08.1979 | вища                | безпартійний           | Товариство з обмеженою відповідальністю «ОЛІР», директор |
| 61                                                         | Маляренко Сергій Васильович        | 01.11.1963 | вища                | безпартійний           | Криворізька міська рада, секретар міської ради |
| 50                                                         | Палій Євгенія Анатоліївна          | 18.03.1973 | вища                | «Опозиційний блок»     | ТОВ «ЮКК» Апріорі"; Асоціація «Регіональна правова група», директор |
| 24                                                         | Волик Альона Володимирівна         | 28.12.1969 | вища                | «Опозиційний блок»     | Криворізька загальноосвітня школа I–III ступенів № 32 Криворізької міської ради Дніпропетровської області, директор                                                                          |
| 29                                                         | Матвєєнко Олена Євгенівна          | 17.02.1961 | вища                | «Опозиційний блок»     | Комунальний заклад «Криворізький спеціалізований будинок дитини» Дніпропетровської обласної ради, головний лікар                                                                             |
| 44                                                         | Шевченко Наталія Григорівна        | 25.01.1963 | вища                | «Опозиційний блок»     | Комунальний заклад «Криворізька міська лікарня № 4 ДОР», головний лікар |
| 35                                                         | Коломоєць Артем Геннадійович       | 13.08.1992 | вища                | «Опозиційний блок»     | Товариство з обмеженою відповідальністю «Фольксваген центр Кривий Ріг», спеціаліст з PR |
| 60                                                         | Жук Діана Андріївна                | 30.08.1986 | вища                | «Опозиційний блок»     | Товариство з обмеженою відповідальністю «РТО Кривбасс», директор |
| 23                                                         | Сідлецький Олександр Петрович      | 21.02.1967 | вища                | «Опозиційний блок»     | Публічне акціонерне товариство «Центральний гірничо — збагачувальний комбінат», начальник збагачувальної фабрики                                                                             |
| 20                                                         | Криштопа Ігор Петрович             | 15.02.1961 | вища                | безпартійний           | Комунальний заклад «Міська лікарня № 16» обласної державної адміністрації, головний лікар |
| 7                                                          | Ніконенко Дмитро Анатолійович      | 13.08.1968 | вища                | «Опозиційний блок»     | Комунальний заклад «Криворізька стоматологічна поліклініка № 7» Дніпропетровської обласної ради", головний лікар                                                                             |
| 51                                                         | Клімін Олег Володимирович          | 30.08.1970 | вища                | «Опозиційний блок»     | ПАТ «ПІВНІЧНИЙ ГІРНИЧО-ЗБАГАЧУВАЛЬНИЙ КОМБІНАТ», директор з виробництва |
| 22                                                         | Максименко Валентина Володимирівна | 15.02.1964 | вища                | безпартійна            | Криворізька загальноосвітня школа I–III ступенів № 125 Дніпропетровської обласної ради, директор                                                                                             |
| 37                                                         | Бєліков Костянтин Аркадійович      | 09.11.1970 | вища                | «Опозиційний блок»     | Виконком Криворізької міської ради, заступник міського голови |
| 18                                                         | Фролова Світлана Олександрівна     | 20.01.1963 | вища                | безпартійна            | Комунальна установа "Територіальний центр соціального обслуговування (надання соціальних послуг) у Жовтневому районі, директор                                                               |
| 19                                                         | Бруснік Тетяна Федорівна           | 18.01.1959 | загальна середня    | «Опозиційний блок»     | пенсіонер |
| 27                                                         | Католіченко Лілія Олександрівна    | 16.07.1972 | вища                | «Опозиційний блок»     | Криворізька загальноосвітня школа I–III ступенів № 86 Дніпропетровської обласної ради, директор                                                                                              |
| 6                                                          | Мкртчян Артем Овсепович            | 15.04.1974 | вища                | безпартійний           | Товариство з обмеженою відповідальністю «Санджер», директор |
| 28                                                         | Васильченко Дмитро Сергійович      | 14.04.1954 | вища                | «Опозиційний блок»     | Публічне акціонерне товариство «Центральний гірничо — збагачувальний комбінат», голова профспілкового комітету первинної профспілкової організації профспілки металургів та гірників України |
| Політична партія "Об'єднання «САМОПОМІЧ»                   |                                    |            |                     |                        | |
| пк                                                         | Милобог Юрій Валерійович           | 12.04.1974 | вища                | «Самопоміч»            | КПІ ДВНЗ «КНУ»,, доцент кафедри |
| 36                                                         | Дектярьов Микола Валерійович       | 10.03.1980 | вища                | безпартійний           | ПАТ «КЗРК», заст. начальника охорони |
| 35                                                         | Дудка Євгеній Костянтинович        | 04.04.1992 | вища                | «Самопоміч»            | ПП «Кур'єрська доставка квітів», директор |
| 37                                                         | Бондаренко Ольга Едуардівна        | 27.01.1993 | вища                | «Самопоміч»            | Приватний підприємець |
| 1                                                          | Бурман Людмила Володимирівна       | 13.04.1970 | вища                | безпартійна            | КПІ ДВНЗ «КНУ», доцент |
| 2                                                          | Петрухін Антон Всеволодович        | 02.08.1983 | вища                | безпартійний           | Науково-дослідний гірничорудний інститут ДВНЗ «КНУ», інженер |
| 43                                                         | Шишка Наталя Василівна             | 09.01.1963 | вища                | безпартійна            | ТОВ «Камертон», журналіст |
| ПОЛІТИЧНА ПАРТІЯ «УКРАЇНСЬКЕ ОБ'ЄДНАННЯ ПАТРІОТІВ — УКРОП» |                                    |            |                     |                        | |
| пк                                                         | Колесник Микола Юрійович           | 26.07.1967 | вища                | «УКРОП»                | ТОВ «НК-Груп», заступник директора з юридичних питань |
| 57                                                         | Федосенко Юрій Іванович            | 06.08.1947 | вища                | безпартійний           | Криворізький коледж Національного авіаційного університету, заступник начальника з навчально-виховної роботи                                                                                 |
| 15                                                         | Штанько Ігор Володимирович         | 10.06.1961 | вища                | безпартійний           | ПАТ «АрселорМіттал Кривий Ріг», менеджер з питань співпраці з державними органами |
| 16                                                         | Мізан Андрій Олексійович           | 07.09.1973 | вища                | безпартійний           | ТОВ «Інжінірінг-Компані», менеджер з постачання та збуту |
| 56                                                         | Король Руслан Васильович           | 28.04.1981 | вища                | безпартійний           | Приватний підприємець |
| 13                                                         | Лазарева Ольга Ігорівна            | 09.08.1980 | вища                | безпартійна            | КП «Фармація», головний бухгалтер |
| 14                                                         | Лазуков Сергій Юрійович            | 03.06.1972 | професійно-технічна | безпартійний           | тимчасово не працює |
| ПАРТІЯ "БЛОК ПЕТРА ПОРОШЕНКА «СОЛІДАРНІСТЬ»                |                                    |            |                     |                        | |
| пк                                                         | Макаренко Олександр Юрійович       | 17.09.1982 | вища                | БПП «Солідарність»     | ДВНЗ «Криворізький національний університет», завідувач кафедри права |
| 47                                                         | Данелія Гіоргій Манучарович        | 15.03.1965 | вища                | БПП «Солідарність»     | ТОВ «СПРОБА», директор |
| 9                                                          | Пасічник Олександр Леонідович      | 13.10.1972 | вища                | БПП «Солідарність»     | ТОВ «СЛАВІЯ лтд», технічний директор |
| 59                                                         | Богданов Андрій Петрович           | 01.12.1986 | вища                | БПП «Солідарність»     | ПАТ «АрселорМіттал Кривий Ріг, головний керуючий з юридичних питань гірничоруд-ного виробництва                                                                                              |
| 3                                                          | Шаповалов Геннадій Анатолійович    | 12.01.1961 | вища                | БПП „Солідарність“     | Товариство з обмеженою відповідальністю „Дніпротехконт-ракт“, заступник директора |
| 25                                                         | Цюпа Юрій Олексійович              | 21.08.1975 | вища                | БПП „Солідарність“     | Приватний підприємець |
| політична партія Всеукраїнське об'єднання „Батьківщина“    |                                    |            |                     |                        | |
| пк                                                         | Бабенко Ольга Володимирівна        | 11.07.1973 | вища                | ВО „Батьківщина“       | ТОВ „Крост“, виконавчий директор |
| 53                                                         | Плакса Дмитро Олександрович        | 28.07.1980 | вища                | ВО „Батьківщина“       | Приватний підприємець |
| 54                                                         | Карий Михайло Олександрович        | 15.03.1967 | вища                | ВО „Батьківщина“       | ТОВ „Спектр КБ-Інвест“, генеральний директор |
| 55                                                         | Черствий Геннадій Борисович        | 19.07.1970 | вища                | ВО „Батьківщина“       | ТОВ Криворізький „Покрівельно-фасадний центр“, директор |
| 23                                                         | Букреєв Олексій Сергійович         | 01.10.1975 | вища                | ВО „Батьківщина“       | ТОВ „Мережа напівфабрикатів КР“, засновник |
| 52                                                         | Грунін Іван Юрійович               | 16.02.1985 | вища                | ВО „Батьківщина“       | Приватний підприємець |
| Радикальна партія Олега Ляшка                              |                                    |            |                     |                        | |
| пк                                                         | Шаповалова Катерина Геннадіївна    | 06.11.1987 | вища                | Радикальна партія      | ТОВ „Юрістек Груп“, директор |
| 7                                                          | Смалій Олександр Борисович         | 31.05.1977 | вища                | Радикальна партія      | ДП „Чернівецький ГО Інфоцентр“, начальник управління |
| 6                                                          | Антонов Дмитро Андрійович          | 21.06.1988 | вища                | безпартійний           | ТОВ „Жук і партнери“, юрист |
| 56                                                         | Бабаліч Михайло Михайлович         | 12.11.1983 | вища                | Радикальна партія      | Приватний підприємець |
| 12                                                         | Костиря Олександр Миколайович      | 13.04.1982 | вища                | Радикальна партія      | тимчасово не працює |
| Політична партія „Сила людей“                              |                                    |            |                     |                        | |
| пк                                                         | Морозов Юлій Олександрович         | 02.01.1979 | вища                | безпартійний           | Благодійний фонд „Злачні пажиті“, заступник голови |
| 21                                                         | Немченко Андрій Миколайович        | 09.10.1975 | вища                | безпартійний           | Криворізьке міське управління юстиції, начальник організаційно-го відділу |
| 34                                                         | Голоднова Ірина Миколаївна         | 05.04.1958 | вища                | безпартійна            | ПАТ „Інгулецький гірничо-збагачувальний комбінат“, начальник бюро планово-економічного відділу                                                                                               |
| 40                                                         | Попович Сергій Миколайович         | 10.01.1982 | вища                | безпартійний           | ТОВ „ВЕРТИКАЛЬ — РЕКЛАМНА КОМПАНІЯ“, директор |

### VI скликання

#### Виконком міської ради
Склад виконавчого комітету у 2010 році:
- Криворізький міський голова
- секретар міської ради
- перший заступник міського голови
- 5 заступників міського голови
- керуючий справами виконкому міськради
- народний депутат України
- директор гірничорудного дивізіону „Метінвест“

#### Депутати
За результатами місцевих виборів 2010 року депутатами ради стали:

##### За округами
| № округу                                                | Прізвище, ім'я, по батькові         | Дата визнання обраним | Освіта  | Партійна приналежність      | Відомості про обраного депутата |
| ------------------------------------------------------- | ----------------------------------- | --------------------- | ------- | --------------------------- | --- |
| Комуністична партія України                             |                                     |                       |         |                             | |
| б/м                                                     | Болтенко Юрій Іванович              | 03.11.2010            | вища    | Комуністична партія України | пенсіонер |
| б/м                                                     | Тімофєєв Віктор Володимирович       | 03.11.2010            | середня | Комуністична партія України | ВАТ „Криворізький залізорудний комбінат“, бурильник шахти „Октябрьская“                                                                                        |
| б/м                                                     | Кривенко Ірина Василівна            | 03.11.2010            | вища    | Комуністична партія України | центральний комітет Комуністичної партій України, секретар Інгулецького районного комітету КПУ                                                                 |
| б/м                                                     | Коваль Максим Валерійович           | 03.11.2010            | вища    | Комуністична партія України | Криворізький технічний університет, старший викладач кафедри моделювання та програмного забезпечення                                                           |
| б/м                                                     | Ларіна Ірина Юріївна                | 03.11.2010            | вища    | Комуністична партія України | комунальне підприємство „Міська клінічна лікарня № 2“, лікар-невролог                                                                                          |
| б/м                                                     | Ремха Юрій Степанович               | 23.05.2011            | вища    | Комуністична партія України | приватне підприємство „Придніпровська паливно-енергетична компанія“, заступник директора                                                                       |
| 2                                                       | Литвиненко Павло Леонідович         | 03.11.2010            | вища    | Комуністична партія України | ВАТ „Північний гірничо-збагачувальний комбінат“, електромеханік                                                                                                |
| 8                                                       | Тенетко Геннадій Миколайович        | 03.11.2010            | вища    | Комуністична партія України | пенсіонер |
| 21                                                      | Пустовойтова Олена Миколаївна       | 03.11.2010            | вища    | Комуністична партія України | Центральний комітет Комуністичної партії України, секретар Криворізького міського комітету Комуністичної партії України                                        |
| Народна Партія                                          |                                     |                       |         |                             | |
| 35                                                      | Мкртчян Овсеп Гургенович            | 03.11.2010            | вища    | Народна Партія              | ТОВ „Джерело“, засновник |
| Партія регіонів                                         |                                     |                       |         |                             | |
| б/м                                                     | Бобченко Юрій Вікторович            | 03.11.2010            | вища    | Партія регіонів             | ВАТ „Арселор Міттал — Кривий Ріг“, первинна профспілкова організація, голова                                                                                   |
| б/м                                                     | Пухальський Олександр Валерійович   | 03.11.2010            | вища    | Партія регіонів             | ВАТ» Інгулецький гірничо-збагачувальний комбінат", провідний інженер                                                                                           |
| б/м                                                     | Ступнік Микола Іванович             | 03.11.2010            | вища    | Партія регіонів             | Криворізький технічний університет, проектор |
| б/м                                                     | Нусінов Володимир Якович            | 03.11.2010            | вища    | Партія регіонів             | ЗАТ «Смарт-Холдинг», директор з корпоративного управління і цінним паперам                                                                                     |
| б/м                                                     | Левандовський Павло Андрійович      | 03.11.2010            | вища    | Партія регіонів             | ТОВ «Цінні папери КБІ», директор |
| б/м                                                     | Штиленко Ангеліна Трохимівна        | 03.11.2010            | вища    | Партія регіонів             | комунальне підприємство «Криворіжкнига», директор |
| б/м                                                     | Лушпій Анатолій Васильович          | 03.11.2010            | вища    | Партія регіонів             | ВАТ «Центральний гірничо-збагачувальний комбінат», управління навчання та розвитку персоналу, інженер                                                          |
| б/м                                                     | Іванов Юрій Олександрович           | 03.11.2010            | вища    | Партія регіонів             | ВАТ «Північний гірничо-збагачувальний комбінат», директор з безпеки                                                                                            |
| б/м                                                     | Данкова Юлія Сергіївна              | 03.11.2010            | вища    | Партія регіонів             | ТОВ «МЕТІНВЕСТ ХОЛДІНГ», гірничорудний дивізіон, відділ фінансів, директор                                                                                     |
| б/м                                                     | Бантуш Володимир Костянтинович      | 03.11.2010            | вища    | Партія регіонів             | ТОВ «МЕТІНВЕСТ ХОЛДІНГ», гірничорудний дивізіон, директор з безпеки                                                                                            |
| б/м                                                     | Чеканов Володимир Миколайович       | 03.11.2010            | вища    | Партія регіонів             | публічне акціонерне товариство «Донгорбанк», керуючий |
| б/м                                                     | Колесник Микола Юрійович            | 03.11.2010            | вища    | Партія регіонів             | ТОВ «Укрбудінвест», старший юрисконсульт |
| б/м                                                     | Буряк Анатолій Георгійович          | 03.11.2010            | вища    | Партія регіонів             | громадська організація «Кривбас -баскет — Люкс», президент |
| б/м                                                     | Короленко Олександр Михайлович      | 03.11.2010            | вища    | Партія регіонів             | ТОВ "Промислово-комерційне підприємство «Укрпромтехнологія», технічний відділ, директор                                                                        |
| б/м                                                     | Задорожний Віталій В'ячеславович    | 03.11.2010            | вища    | Партія регіонів             | ВАТ «Інгулецький гірничо-збагачувальний комбінат», голова тендерного комітету                                                                                  |
| б/м                                                     | Осіюк Олена Володимирівна           | 03.11.2010            | вища    | Партія регіонів             | ТОВ «МЕТІНВЕСТ ХОЛДІНГ», управління обліку, контролю та звітності гірничорудного дивізіону, начальник                                                          |
| б/м                                                     | Камаляєва Тетяна Вікторівна         | 03.11.2010            | вища    | Партія регіонів             | Дочірнє підприємство «Овація» Відкритого акціонерного товариства «Центральний гірничозбагачувальний комбінат», відділ адміністративної діяльності, завідувачка |
| б/м                                                     | Присяжнюк Віктор Юрійович           | 03.11.2010            | вища    | Партія регіонів             | ТОВ «А-Квадрат», «БКФ Нове місто», директор |
| б/м                                                     | Іванов Віталій Олександрович        | 03.11.2010            | вища    | Партія регіонів             | ТОВ «Дніпростальпостач», комерційний директор |
| б/м                                                     | Царікова Людмила Олексіївна         | 03.11.2010            | вища    | Партія регіонів             | пенсіонер |
| б/м                                                     | Кравченко Тетяна Володимирівна      | 03.11.2010            | вища    | Партія регіонів             | ЗАТ «Криворізький завод гірничого обладнання», фінансовий директор                                                                                             |
| б/м                                                     | Палій Євгенія Анатолівна            | 03.11.2010            | вища    | Партія регіонів             | ТОВ "Юридична консалтингова компанія «Апріорі», директор |
| б/м                                                     | Дмитренко Матвій Анатолійович       | 22.11.2010            | вища    | Партія регіонів             | ВАТ «Північний гірничо-збагачувальний комбінат», відділ зв'язків з громадськістю, менеджер                                                                     |
| 1                                                       | Гаврилюк Микола Петрович            | 03.11.2010            | вища    | Партія регіонів             | ВАТ «Центральний гірничо-збагачувальний комбінат», директор з виробництва                                                                                      |
| 3                                                       | Швед Василь Олексійович             | 03.11.2010            | вища    | Партія регіонів             | ВАТ «Північний гірничо-збагачувальний комбінат», профспілковий комітет металургів та гірників, голова                                                          |
| 4                                                       | Федін Валерій Іванович              | 03.11.2010            | вища    | Партія регіонів             | комунальний заклад «Міська клінчна лікарня № 8», головний лікар                                                                                                |
| 5                                                       | Смєлий Сергій Євгенович             | 03.11.2010            | вища    | Партія регіонів             | приватне підприємство «УЮТ-2007» |
| 6                                                       | Ткаченко Григорій Іванович          | 03.11.2010            | вища    | Партія регіонів             | ТОВ «Криворіжелектромонтаж», генеральний директор |
| 7                                                       | Дербас Віктор Георгійович           | 03.11.2010            | вища    | Партія регіонів             | ВАТ «Центральний гірничо-збагачувальний комбінат», головний інженер                                                                                            |
| 9                                                       | Ткаченко Наталя Олексіївна          | 03.11.2010            | вища    | Партія регіонів             | комунальний заклад «Загальноосвітня школа № 71», директор |
| 10                                                      | Криштопа Ігор Петрович              | 03.11.2010            | вища    | Партія регіонів             | комунальний заклад «Міська лікарня № 16», головний лікар |
| 11                                                      | Бобровник Ніна Олександрівна        | 03.11.2010            | вища    | Партія регіонів             | комунальний заклад «Міський пологовий будинок № 2», головний лікар                                                                                             |
| 12                                                      | Чередніченко Олег Євгенійович       | 03.11.2010            | вища    | Партія регіонів             | Криворізьке гірничо-промислове територіальне управління, начальник                                                                                             |
| 13                                                      | Баландін Віктор Володимирович       | 03.11.2010            | вища    | Партія регіонів             | ВАТ «Центральний гірничо-збагачувальний комбінат», дочірнє підприємство "Спорт Майстер ", директор                                                             |
| 14                                                      | Васильченко Дмитро Сергійович       | 03.11.2010            | вища    | Партія регіонів             | ВАТ «Центральний гірничо-збагачувальний комбінат», первинна профспілкова організація, голова                                                                   |
| 15                                                      | Матвієнко Олена Євгенівна           | 03.11.2010            | вища    | Партія регіонів             | комунальний заклад «Криворізький спеціалізований будинок дитини», головний лікар                                                                               |
| 16                                                      | Мірошніченко Валерій Миколайович    | 03.11.2010            | вища    | Партія регіонів             | виконком Криворізької міської ради, управління підприємництва, заступник начальника                                                                            |
| 17                                                      | Тимошенко Павло Геннадійович        | 03.11.2010            | вища    | Партія регіонів             | ЗАТ «Криворізький завод гірничого обладнання», генеральний директор                                                                                            |
| 18                                                      | Макаренко Анатолій Кирилович        | 03.11.2010            | вища    | Партія регіонів             | Криворізький міський комітет профспілки металургів і гірників України, голова                                                                                  |
| 19                                                      | Світловський Олександр Арсентійович | 03.11.2010            | вища    | Партія регіонів             | Виконком Криворізької міської ради, управління охорони здоров'я, начальник управління                                                                          |
| 20                                                      | Смоляренко Леонід Ігорович          | 03.11.2010            | вища    | Партія регіонів             | ВАТ «Арселор Міттал Кривий Ріг», мехаремонтний комплекс, директор мехаремонтного комплексу — головний механік                                                  |
| 22                                                      | Приймаченко Володимир Миколайович   | 03.11.2010            | вища    | Партія регіонів             | ВАТ «Арселор Міттал Кривий Ріг», шахтоуправління з підземного рудивидобутку, директор                                                                          |
| 23                                                      | Каруца Валерій Олександрович        | 03.11.2010            | вища    | Партія регіонів             | ВАТ «Арселор Міттал Кривий Ріг», гірничий департамент, директор гірничого департаменту                                                                         |
| 24                                                      | Бєліков Аркадій Андрійович          | 03.11.2010            | вища    | Партія регіонів             | ТОВ "Криворізька швейна фабрика «Старт», директор |
| 25                                                      | Арсеєв Юрій Михайлович              | 03.11.2010            | вища    | Партія регіонів             | ТОВ «Шляхпостач», директор |
| 26                                                      | Свинарик Роман Григорович           | 03.11.2010            | вища    | Партія регіонів             | Державне підприємство «Придніпровська залізниця», Криворізька дирекція залізничних перевезень, начальник                                                       |
| 27                                                      | Земляний Микола Федорович           | 03.11.2010            | вища    | Партія регіонів             | ЗАТ «Криворіжіндустрбуд», генеральний директор |
| 28                                                      | Сідак Євгеній Ростиславович         | 03.11.2010            | вища    | Партія регіонів             | Обласний комунальний заклад «Криворізький онкологічний диспансер», головний лікар                                                                              |
| 29                                                      | Дабіжа Микола Кирилович             | 03.11.2010            | вища    | Партія регіонів             | Криворізька міська організація ветеранів, голова |
| 30                                                      | Листопадов Владислав Станіславович  | 03.11.2010            | вища    | Партія регіонів             | ВАТ «Арселор Міттал Кривий Ріг», директор департаменту виробництва чавуну                                                                                      |
| 31                                                      | Маковій Микола Іванович             | 03.11.2010            | вища    | Партія регіонів             | Державний комітет України з питань науки «Антарктичний національний український центр», провідний фахівець                                                     |
| 32                                                      | Бистрай Анатолій Анатолійович       | 03.11.2010            | вища    | Партія регіонів             | ЗАТ «Криворіжгаз», генеральний директор |
| 33                                                      | Зозуля Олександр Іванович           | 03.11.2010            | вища    | Партія регіонів             | ВАТ «Арселор Міттал Кривий Ріг», директор з соціальних питань                                                                                                  |
| 34                                                      | Гончаренко Анатолій Іванович        | 03.11.2010            | вища    | Партія регіонів             | Комунальне підприємство «Кривасводоканал», директор |
| 36                                                      | Андрусевич Анатолій Олександрович   | 03.11.2010            | вища    | Партія регіонів             | Криворізький авіаційний коледж, начальник |
| 37                                                      | Шабліян Ольга Василівна             | 03.11.2010            | вища    | Партія регіонів             | приватний підприємець |
| 38                                                      | Малачевський Олег Вікторович        | 03.11.2010            | вища    | Партія регіонів             | приватне підприємство «Аркос», комерційний директор |
| 39                                                      | Маляренко Сергій Васильович         | 03.11.2010            | вища    | Партія регіонів             | Криворізька міська рада, секретар |
| 40                                                      | Яровий Юрій Борисович               | 03.11.2010            | вища    | Партія регіонів             | ТОВ «Інтермаркет», директор |
| 41                                                      | Перегудов Володимир Володимирович   | 03.11.2010            | вища    | Партія регіонів             | Державне підприємство «Державний інститут по проектуванню підприємств гірничорудної промисловості», директор                                                   |
| 42                                                      | Абрамова Валентина Володимирівна    | 03.11.2010            | вища    | Партія регіонів             | ВАТ «Південний гірничо-збагачувальний комбінат», ремонтно-побутовий цех, начальник                                                                             |
| 43                                                      | Меньшов Анатолій Васильович         | 03.11.2010            | вища    | Партія регіонів             | ВАТ «Арселор Міттал Кривий Ріг», Новокриворізький гірничо-збагачувальний комбінат, голова                                                                      |
| 44                                                      | Логачов Анатолій Іванович           | 03.11.2010            | вища    | Партія регіонів             | ВАТ «Інгулецький гірничо-збагачувальний комбінат», первинна профспілкова організація, голова                                                                   |
| 45                                                      | Федін Костянтин Анатолійович        | 03.11.2010            | вища    | Партія регіонів             | ВАТ «Інгулецький гірничо-збагачувальний комбінат», в.о. генерального директора                                                                                 |
| Політична партія Всеукраїнське об'єднання «Батьківщина» |                                     |                       |         |                             | |
| б/м                                                     | Вернигор Віра Петрівна              | 03.11.2010            | вища    | «Батьківщина»               | Криворізька міська організація Всеукраїнського об'єднання «Батьківщина», голова                                                                                |
| б/м                                                     | Гресько Валерій Володимирович       | 03.11.2010            | вища    | «Батьківщина»               | ТОВ «Кривбасмітталстіл», директор |
| б/м                                                     | Караманіц Костянтин Федорович       | 03.11.2010            | вища    | «Батьківщина»               | ТОВ "ФК «Гірник», директор |
| б/м                                                     | Шевчик Оксана Олександрівна         | 03.11.2010            | вища    | «Батьківщина»               | приватний підприємець «Шевчик О. А.» |
| б/м                                                     | Дробін Андрій Георгійович           | 03.11.2010            | вища    | «Батьківщина»               | Державне підприємство "Державний проектний інститут «Кривбаспроект», заступник директора                                                                       |
| б/м                                                     | Заболотній Сергій Олександрович     | 03.11.2010            | вища    | «Батьківщина»               | ТОВ "НВП «Укрекологія», директор |
| б/м                                                     | Габріадзе Мерабі Рубенович          | 03.11.2010            | вища    | «Батьківщина»               | Криворізький економічний інститут Київського національного економічного університету ім. В. Гетьмана, доцент                                                   |
| Політична партія «Сильна Україна»                       |                                     |                       |         |                             | |
| б/м                                                     | Шевчик Дмитро Володимирович         | 03.11.2010            | вища    | «Сильна Україна»            | ВАТ «Південний гірничо-збагачувальний комбінат», комерційний директор                                                                                          |
| б/м                                                     | Жилкін Ярослав Олександрович        | 03.11.2010            | вища    | «Сильна Україна»            | ТОВ «Аризона Гейм», директор |
| б/м                                                     | Мармер Михайло Іларіонович          | 03.11.2010            | вища    | «Сильна Україна»            | ТОВ "Виробничо-комерційна фірма «Конкорд», генеральний директор                                                                                                |
| б/м                                                     | Левицький Ігор Васильович           | 03.11.2010            | вища    | «Сильна Україна»            | ТОВ «Атлант-сервіс-люкс», директор |
| Політична партія «Фронт Змін»                           |                                     |                       |         |                             | |
| б/м                                                     | Солоніченко Юрій Миколайович        | 03.11.2010            | вища    | «Фронт Змін»                | ТОВ «ДСД», директор |
| б/м                                                     | Столітній Сергій Васильович         | 03.11.2010            | вища    | «Фронт Змін»                | ЗАТ «Криворізький суріковий завод», виконувач обов'язків генерального директора                                                                                |
| б/м                                                     | Семеренко Володимир Михайлович      | 03.11.2010            | вища    | «Фронт Змін»                | приватний підприємець |
| б/м                                                     | Олійник Віталій Миколайович         | 03.11.2010            | вища    | «Фронт Змін»                | ТОВ «Криворіжпромтехсервіс», директор |
| б/м                                                     | Скрипчук Світлана Андріївна         | 03.11.2010            | вища    | «Фронт Змін»                | приватна школа, директор |

## Відділи, управління, інші виконавчі органи міської ради
Існує 33 комітети та управління, які контролюють різні сфери життя міста.
- Управління організаційно-протокольної роботи
- Юридичне управління
- Кадрова служба виконкому міської ради
- Управління бухгалтерського обліку, планування та звітності
- Управління економіки
- Управління розвитку підприємництва
- Управління капітального будівництва
- Управління містобудування і архітектури
- Відділ з питань енергоменеджменту та впровадження енергозберігаючих технологій
- Управління охорони здоров'я
- Управління освіти та науки
- Управління благоустрою та житлової політики
- Фінансове управління
- Управління праці та соціального захисту населення
- Управління земельних ресурсів
- Управління транспорту та телекомунікацій
- Управління комунальної власності міста
- Управління екології
- Управління культури і туризму
- Відділ взаємодії з правоохоронними органами та оборонної роботи апарату міськради і виконкому
- Управління з питань надзвичайних ситуацій та цивільного захисту населення
- Відділ з питань внутрішньої політики апарату міської ради і виконкому
- Відділ преси та інформації апарату міської ради і виконкому
- Комітет у справах сім’ї і молоді
- Адміністративно-господарчий відділ
- Комітет з фізичної культури і спорту
- Служба у справах дітей
- Відділ з питань захисту прав споживачів апарату міськради і виконкому
- Архівний відділ
- Управління по роботі зі зверненнями громадян
- Відділ дозвільно-погоджувальних процедур
- Відділ інформатизації
- Відділ стратегії розвитку електронних інформаційних ресурсів міста апарату міськради і виконкому